# 田遊び
田遊び（たあそび）は、模擬的な稲作所作を行う日本の民俗芸能。

## 概要
田遊びは、稲作の作業次第を模擬的に演じてその年の豊作を祈願する予祝行事で、新春に行われる場合が多い。田遊びという呼称は主に東海地方などで使用され、御田・御田植祭・春鍬・春田打ち・田祭りなどとも称する。地方によって違いはあるが、中心は種まきから刈取りまでを演じる。新井恒易によれば、全国で300余りの伝承があるという。
多くの田遊びでウシ（もしくはウマ）による耕作の場があり、見せ場となっている。人間がホロを被ってウシに扮し犂などを牽いて田起こしや代かきを象ってみせる。牛の人形などの代替物で表現する場合もある。中にはウシが暴れる展開となるものや、ウシを褒めて労う演出のものなど様々である。折口信夫は『田遊び祭りの概念』の中で、田遊びの牛は本来は田の神への犠であり、それでもって田の豊穣を祈願したのではなかったか、と述べている。

## 事例
例えば、東京都板橋区徳丸本町の北野天神社で、毎年2月21日に行われる「徳丸の田遊び」は、『新編武蔵風土記稿』によると「田遊び祭と云神事あり」と記されている。田遊びは神社境内に設けられたモガリと呼ばれる2間四方の場所で、稲作の作業次第を模擬し演じられる。なかでも農民たちの昼休みである「呼び込み」では、予祝を意図して安女と太郎次が抱き合って舞い、性的所作を演じる。
この他、同様な行事として、風流化された東北地方の田植踊や八戸のえんぶりなどもある。

## 代表的な田遊び
- 東京都板橋区に伝わる重要無形民俗文化財の民俗芸能、板橋の田遊び。
- 神奈川県横浜市鶴見区鶴見中央に伝わる横浜市登録地域無形民俗文化財登録の民俗芸能、鶴見の田祭り[1][4]。
- 静岡県焼津市藤守に伝わる重要無形民俗文化財の民俗芸能、藤守の田遊び。
- 静岡県牧之原市蛭ヶ谷の蛭児神社に伝わる重要無形民俗文化財の民俗芸能、蛭ヶ谷の田遊び。
- 静岡県藤枝市の滝沢八坂神社に伝わる静岡県の無形民俗文化財の民俗芸能、滝沢の田遊び。
- 静岡県三島市の三嶋大社に伝わる静岡県の無形民俗文化財の民俗芸能、三嶋大社のお田打。
- 静岡県周智郡森町一宮の小國神社に伝わる選択無形民俗文化財の民俗芸能、小國神社の田遊び。